# Isoperla petersoni
Isoperla petersoni är en bäcksländeart som beskrevs av James George Needham och Eric Alston Christenson 1927. Isoperla petersoni ingår i släktet Isoperla och familjen rovbäcksländor. Inga underarter finns listade i Catalogue of Life.